# Населення Молдови
Населення Республіки Молдова на 1 січня 2023 року, за оцінками Національного бюро статистики становило 2 512 800 осіб (без урахування території Придністров'я та муніципалітету Тигіна). Населення країни стабільно зменшується, народжуваність 2015 року становила 12 ‰ (165-те місце у світі), смертність — 12,59 ‰ (22-ге місце у світі), природний приріст — -1,03 % (229-те місце у світі) . 

## Природний рух
Станом на 2011 рік, населення Молдови становило 3931 тис. осіб, в тому числі у правобережній Молдові ‒ 3413 тис., у Придністров'ї ‒ 518 тис.
Історична динаміка населення правобережної Молдови:
- 1959 — 2513 тис. осіб;
- 1970 — 3085 тис. осіб;
- 1989 — 3658 тис. осіб;
- 2004 — 3604 тис. осіб;
- 2014 — 3559 тис. осіб.

Історична динаміка населення Придністров'я:
- 1989 — 685,3 тис. осіб;
- 2004 — 555,3 тис. осіб;
- 2008 — 533,5 тис. осіб;
- 2010 — 522,5 тис. осіб;
- 2012 — 513,4 тис. осіб;
- 2014 — 505,2 тис. осіб.

### Відтворення
Народжуваність у Молдові, станом на 2015 рік, дорівнює 12 ‰ (165-те місце у світі). Коефіцієнт потенційної народжуваності 2015 року становив 1,56 дитини на одну жінку (187-ме місце у світі). Рівень застосування контрацепції 67,8 % (станом на 2005 рік). Середній вік матері при народженні першої дитини становив 23,7 року (оцінка на 2011 рік).
Смертність у Молдові 2015 року становила 12,59 ‰ (22-ге місце у світі).
Природний приріст населення в країні 2015 року був негативним і становив -1,03 % (депопуляція) (229-те місце у світі).

### Вікова структура

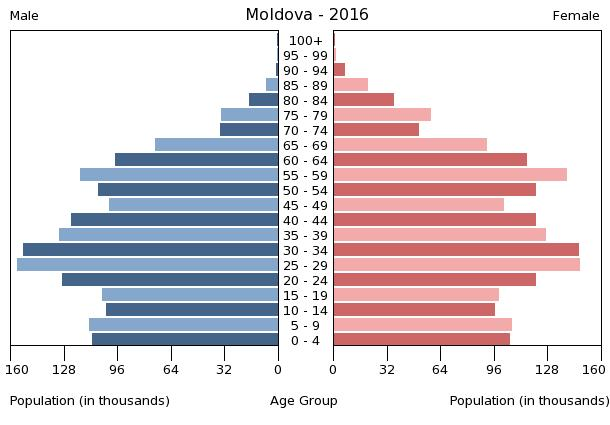
Віково-статева піраміда населення Молдови, 2016 рік

Середній вік населення Молдови становить 36,3 року (71-ше місце у світі): для чоловіків — 34,5, для жінок — 38,3 року. Очікувана середня тривалість життя 2015 року становила 70,42 року (154-те місце у світі), для чоловіків — 66,55 року, для жінок — 74,54 року.
Вікова структура населення Молдови, станом на 2015 рік, мала такий вигляд:
- діти віком до 14 років — 17,86 % (326 681 чоловік, 306 763 жінки);
- молодь віком 15—24 роки — 13,49 % (247 183 чоловіка, 231 389 жінок);
- дорослі віком 25—54 роки — 43,73 % (777 648 чоловіків, 773 401 жінка);
- особи передпохилого віку (55—64 роки) — 13,24 % (214 846 чоловіків, 254 818 жінок);
- особи похилого віку (65 років і старіші) — 11,68 % (159 145 чоловіків, 254 973 жінки)[2].

### Шлюбність— розлучуваність
Коефіцієнт шлюбності, тобто кількість шлюбів на 1 тис. осіб за календарний рік, дорівнює 7,3; коефіцієнт розлучуваності — 3,1; індекс розлучуваності, тобто відношення шлюбів до розлучень за календарний рік — 42 (дані за 2011 рік). Середній вік, коли чоловіки беруть перший шлюб дорівнює 26 років, жінки — 24 роки, загалом — 25 років (дані за 2014 рік).

## Розселення

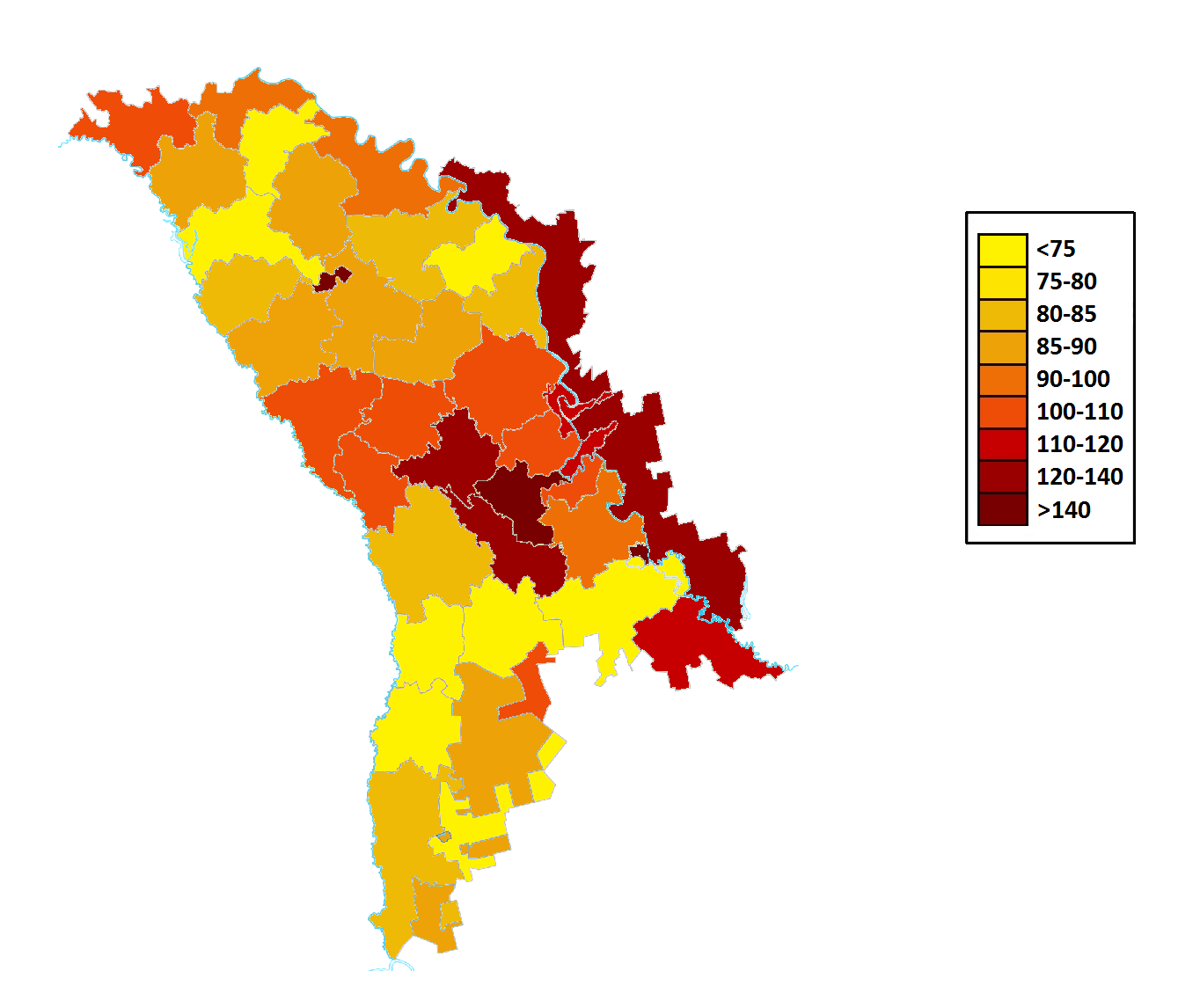
Густота населення Молдови за переписом 2014

Густота населення країни 2015 року становила 123,9 особи/км² (102-ге місце у світі). Населення держави групується навколо невеликих міських агломерацій по всій території, найбільші з яких знаходяться в центрі (Кишинів, Тирасполь, Більці).

### Урбанізація
Молдова середньоурбанізована країна. Рівень урбанізованості становить 45 % населення країни (станом на 2015 рік), темпи зменшення частки міського населення — 0,73 % (оцінка тренду за 2010—2015 роки).
Головні міста держави: Кишинів (столиця) — 725,0 тис. осіб (дані за 2015 рік); Тирасполь — 149 тис. осіб, Бєльці — 128 тис. осіб.

### Міграції
Річний рівень еміграції 2015 року становив 9,67 ‰ (214-те місце у світі). Цей показник не враховує різниці між законними і незаконними мігрантами, між біженцями, трудовими мігрантами та іншими.

#### Біженці й вимушені переселенці
Станом на 2015 рік, в країні постійно перебуває 6,8 тис. біженців з України і осіб, що очікують на легалізацію.
У країні мешкає 5,0 тис. осіб без громадянства.
Молдова є членом Міжнародної організації з міграції (IOM).

## Расово-етнічний склад
| Етнічний склад (2004 рік) | Етнічний склад (2004 рік) | Етнічний склад (2004 рік) | Етнічний склад (2004 рік) | Етнічний склад (2004 рік) |
| ------------------------- | ------------------------- | ------------------------- | ------------------------- | ------------------------- |
| Етнос:                    |                           |                           | Відсоток:                 |                           |
| молдовани                 | молдовани                 |                           | 75.8%                     | 75.8%                     |
| українці                  | українці                  |                           | 8.4%                      | 8.4%                      |
| росіяни                   | росіяни                   |                           | 5.9%                      | 5.9%                      |
| гагаузи                   | гагаузи                   |                           | 4.4%                      | 4.4%                      |
| румуни                    | румуни                    |                           | 2.2%                      | 2.2%                      |
| болгари                   | болгари                   |                           | 1.9%                      | 1.9%                      |
| інші                      | інші                      |                           | 1.4%                      | 1.4%                      |

Головні етноси країни: молдовани — 75,8 %, українці — 8,4 %, росіяни — 5,9 %, гагаузи — 4,4 %, румуни — 2,2 %, болгари — 1,9 %, інші — 1,4 % населення (оціночні дані за 2004 рік).

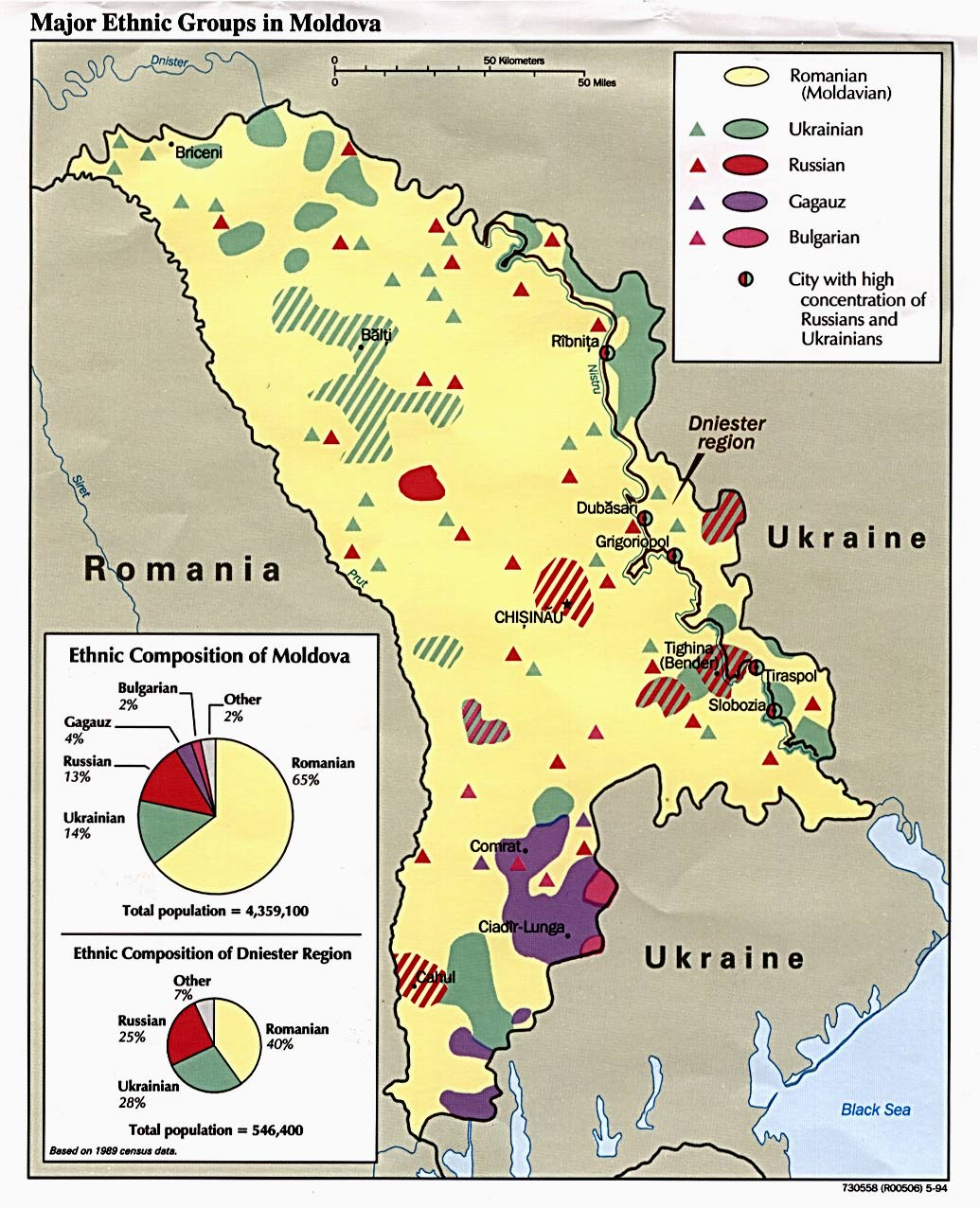
Етнічна мапа Молдови (англ.)
Етнічна мапа Молдови, 2004 рік (рум.)
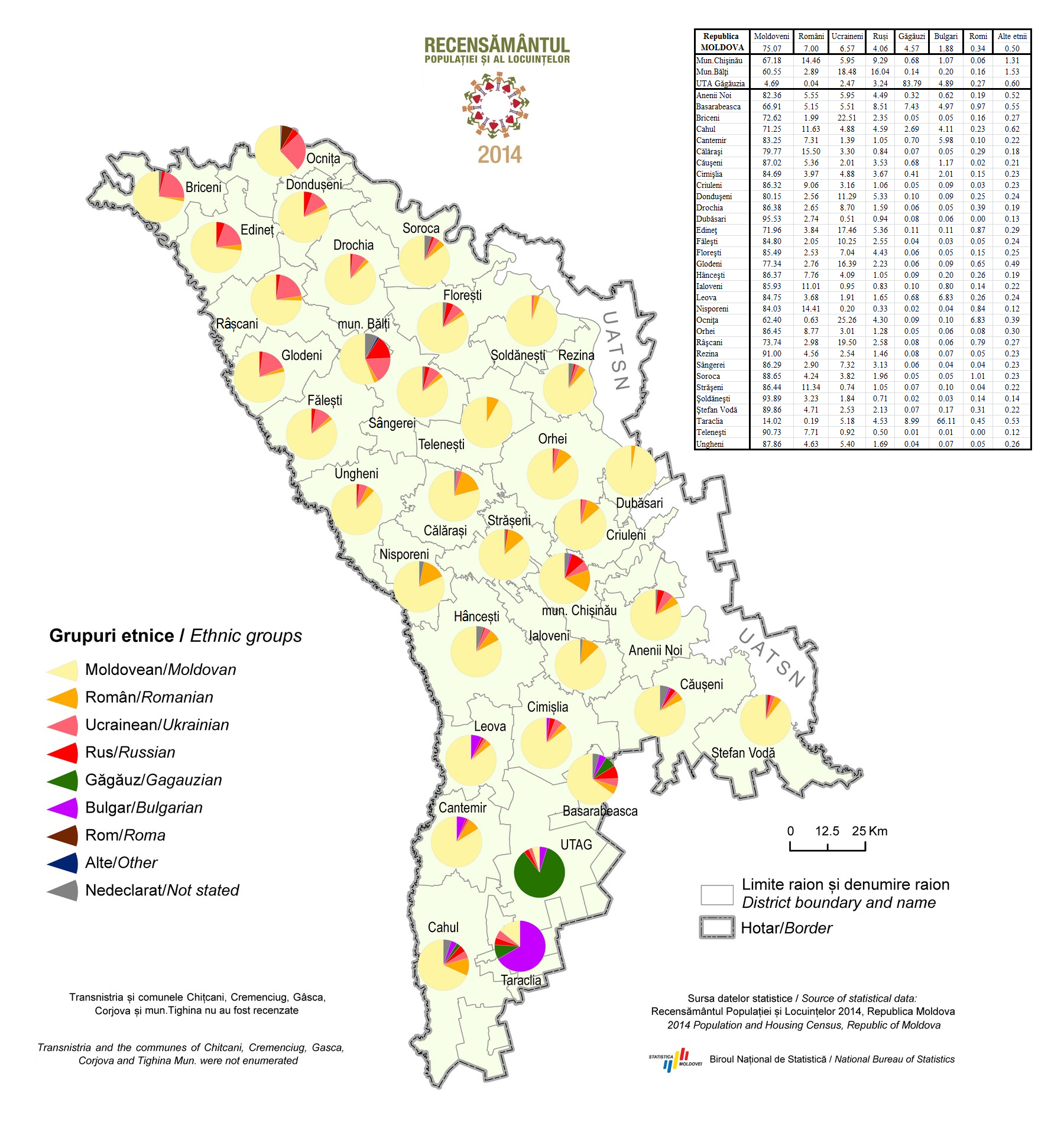
Етнічна мапа Молдови, 2014 рік (рум.)

За переписом 2004 року у правобережній Молдові основною етнічною групою були молдовани, частка яких у населенні сягнула 75,8 %, збільшившись порівняно з 1989 роком на 5,9 відсоткових пунктів. Частка найбільшої етнічної меншини країни — українців у сукупному населенні Молдови протягом 1989—2004 років скоротилася з 11,3 % до 8,4 %, а росіян — з 9,8 % до 5,9 %. Натомість зростання відносної чисельності продемонстрували деякі інші етнічні меншини країни —насамперед гагаузи та румуни. Причому частка осіб, що ідентифікують себе румунами, зросла протягом 15 років між Переписами з 0,1 % до 2,2 %, що пояснюється насамперед політичними причинами та популяризацією ідеї належності молдовського народу до спільної румунської нації.

### Українська діаспора
Українська меншина Молдови є другою за чисельністю національною групою країни після молдован, під час Перепису населення 2004 року 282,4 тис. мешканців країни (без Придністров'я), тобто 8,4 % її населення вказали себе українцями. Найчисельніша в абсолютному відношенні українська громада (58,9 тис. осіб) мешкала у муніципії Кишинів, українці становили 8,3 % населення столичного муніципію. У відносному відношенні найбільш значними були українські осередки в Окницькому районі (30,7 % населення), а також Бричанському районі (25,6 %), муніципії Бєльці (23,7 %) та Ришканському районі (22,5 %).
У Придністров'ї проживає 160 тис. українців за даними придністровського перепису населення 2004 року.

## Мови
| Мови Молдови (2004 рік) | Мови Молдови (2004 рік) | Мови Молдови (2004 рік) | Мови Молдови (2004 рік) | Мови Молдови (2004 рік) |
| ----------------------- | ----------------------- | ----------------------- | ----------------------- | ----------------------- |
| Мова:                   |                         |                         | Відсоток:               |                         |
| молдовська (румунська)  | молдовська (румунська)  |                         | 58.8%                   | 58.8%                   |
| румунська               | румунська               |                         | 16.4%                   | 16.4%                   |
| російська               | російська               |                         | 16%                     | 16%                     |
| українська              | українська              |                         | 3.8%                    | 3.8%                    |
| гагаузька               | гагаузька               |                         | 3.1%                    | 3.1%                    |
| болгарська              | болгарська              |                         | 1.1%                    | 1.1%                    |
| інші                    | інші                    |                         | 0.3%                    | 0.3%                    |

Офіційна мова: молдовська (румунська) — володіє 58,8 % населення країни. Інші поширені мови: румунська — 16,4 %, російська — 16 %, українська — 3,8 %, гагаузька — 3,1 %, болгарська — 1,1 %, інші мови — 0,3 % (оцінка 2004 року). За переписом 2014 року 40 % кореспондентів вказали рідною мовою румунську, 38 % — молдовську, 13 % — російську.
Молдова, як член Ради Європи, 11 липня 2002 року підписала, але не ратифікувала Європейську хартію регіональних мов.
64,1 % українців Молдови вважали рідною мовою українську, частка населення Молдови, що вказала українську мову основною мовою щоденного спілкування, становила 3,8 % сукупного населення. У Молдові є більш, ніж 300 населених пунктів, у яких українське населення становить більшість, основна маса українського населення зосереджена в північних та східних регіонах Республіки.

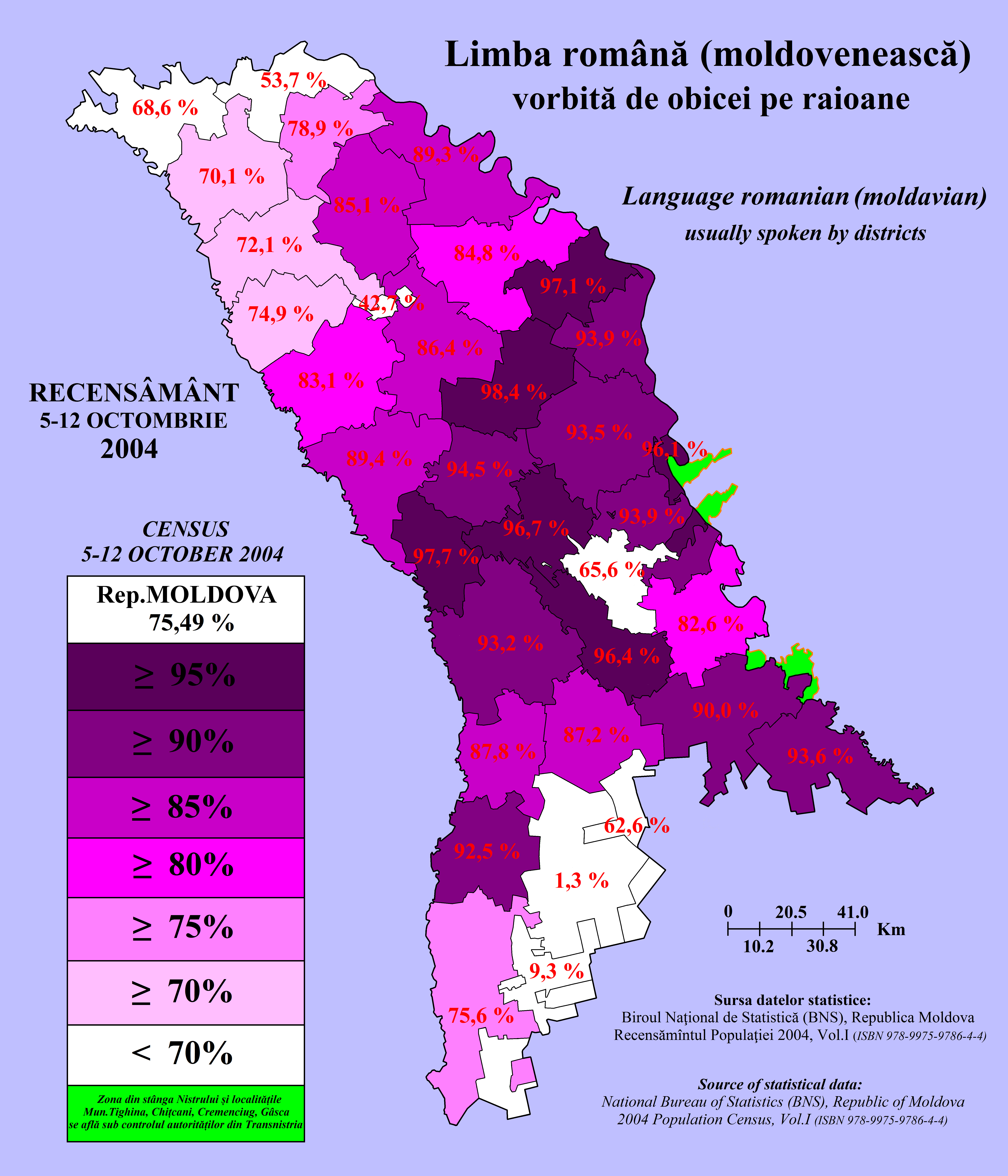
Румунська (молдовська) мова за районами (2004)
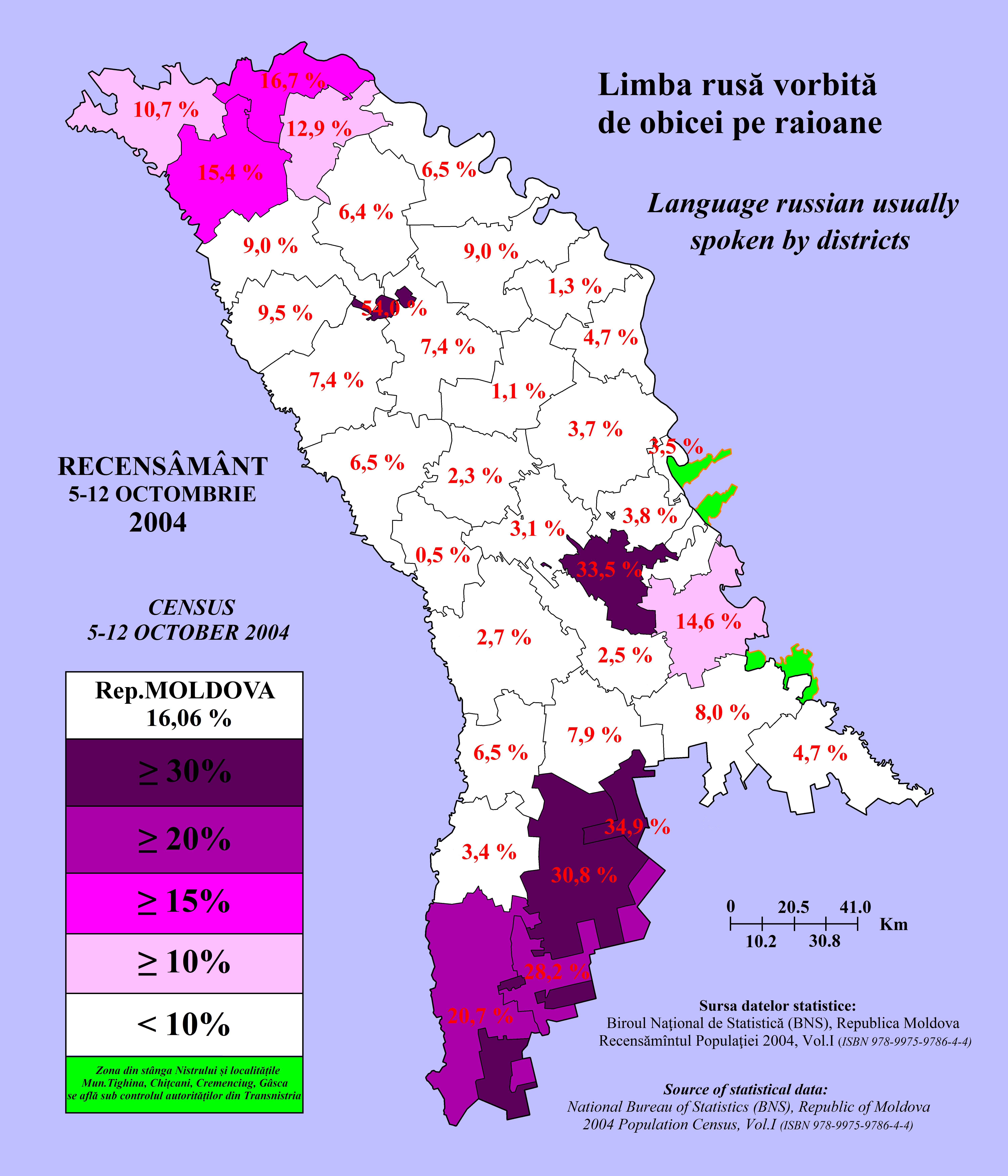
Російська мова за районами (2004)
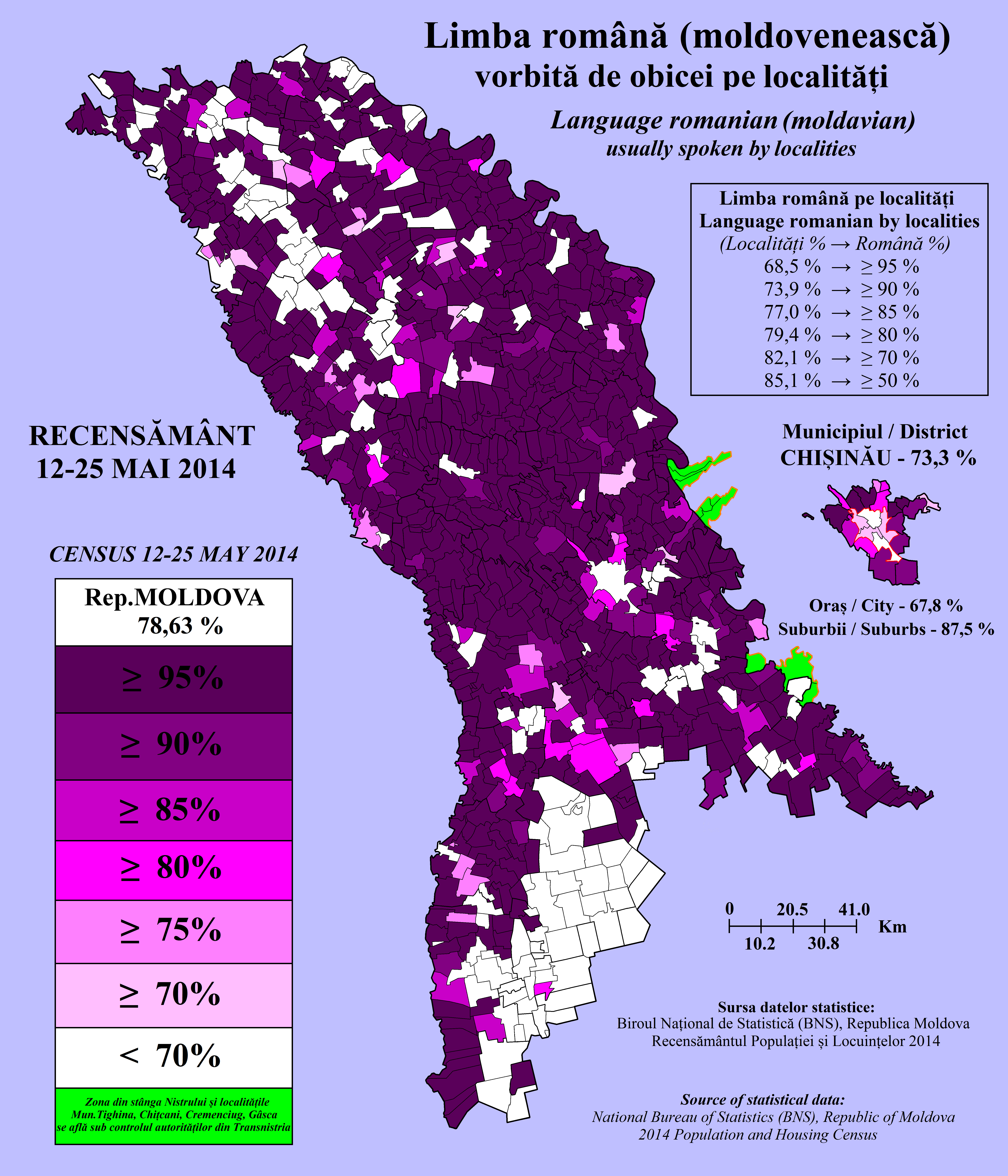
Румунська (молдовська) мова за громадами (2014)
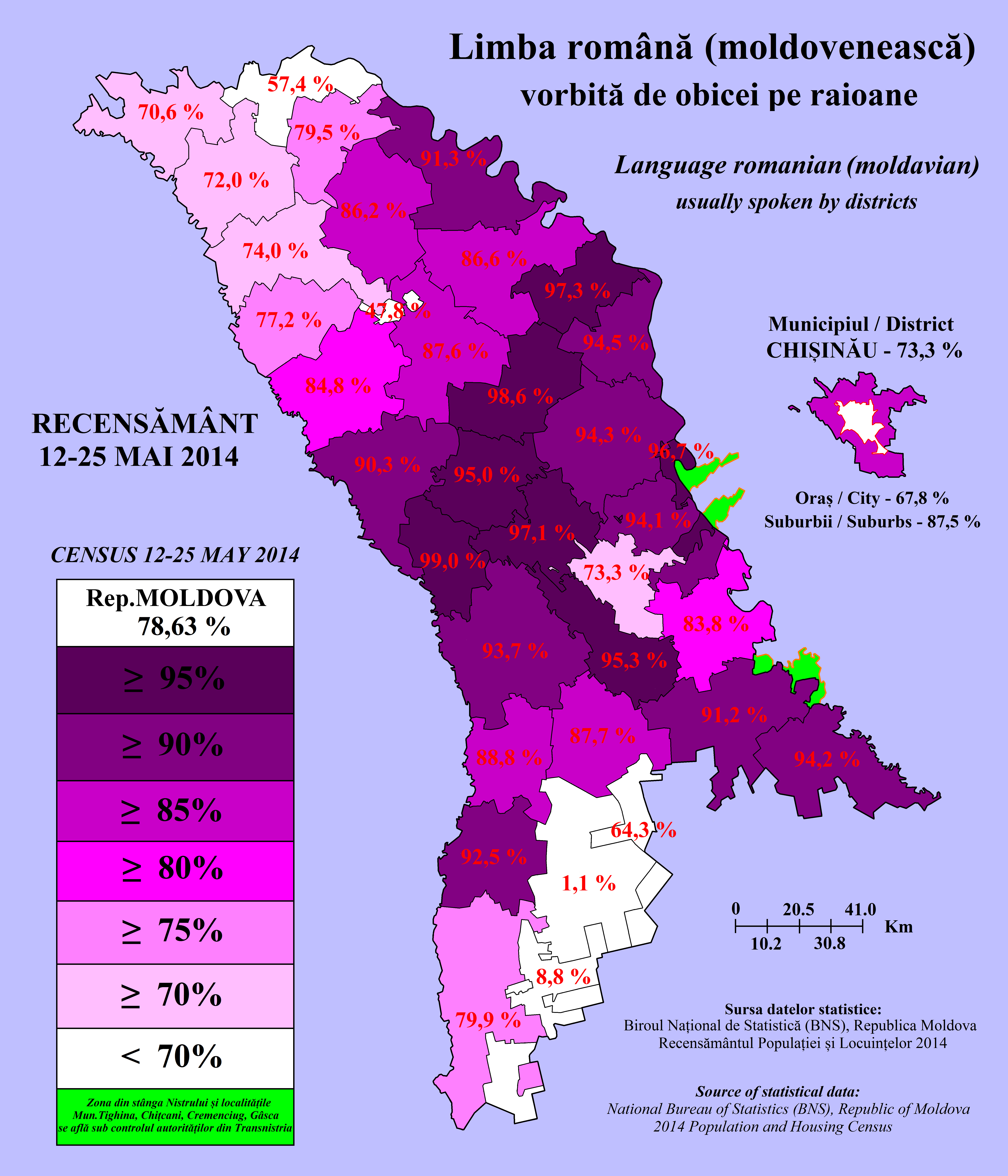
Румунська (молдовська) мова за районами (2014)
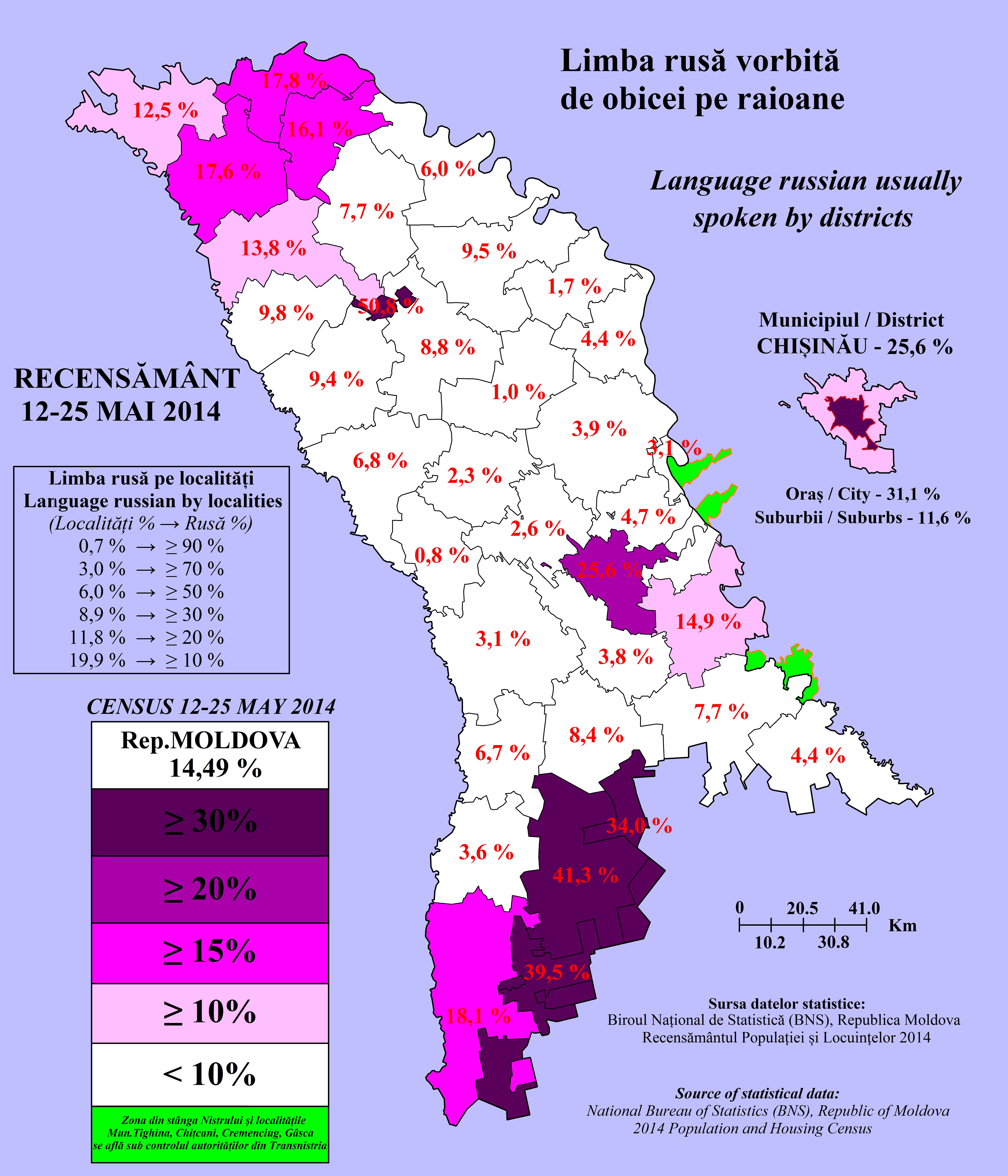
Російська мова за районами (2014)

## Релігії
| Релігії в Молдові (2009 рік) | Релігії в Молдові (2009 рік) | Релігії в Молдові (2009 рік) | Релігії в Молдові (2009 рік) | Релігії в Молдові (2009 рік) |
| ---------------------------- | ---------------------------- | ---------------------------- | ---------------------------- | ---------------------------- |
| Віросповідання:              |                              |                              | Відсоток:                    |                              |
| православні                  | православні                  |                              | 93.3%                        | 93.3%                        |
| протестанти                  | протестанти                  |                              | 1%                           | 1%                           |
| християни                    | християни                    |                              | 1.2%                         | 1.2%                         |
| інші                         | інші                         |                              | 0.9%                         | 0.9%                         |
| атеїсти                      | атеїсти                      |                              | 1.4%                         | 1.4%                         |
| агностики                    | агностики                    |                              | 2.2%                         | 2.2%                         |

Головні релігії й вірування, які сповідує, і конфесії та церковні організації, до яких відносить себе населення країни: православ'я — 93,3 %, баптизм — 1 %, інші течії християнства — 1,2 %, інші — 0,9 %, атеїсти — 0,4 %, не сповідують жодної — 1 %, не визначились — 2,2 % (станом на 2004 рік).

## Освіта
Рівень письменності 2015 року становив 99,4 % дорослого населення (віком від 15 років): 99,7 % — серед чоловіків, 99,1 % — серед жінок.
Державні витрати на освіту становлять 7,5 % ВВП країни, станом на 2014 рік (10-те місце у світі). Середня тривалість освіти становить 12 років, для хлопців — до 12 років, для дівчат — до 12 років (станом на 2013 рік).

## Охорона здоров'я
Забезпеченість лікарями в країні на рівні 2,98 лікаря на 1000 мешканців (станом на 2013 рік). Забезпеченість лікарняними ліжками в стаціонарах — 6,2 ліжка на 1000 мешканців (станом на 2012 рік). Загальні витрати на охорону здоров'я 2014 року становили 10,3 % ВВП країни (8-ме місце у світі).
Смертність немовлят до 1 року, станом на 2015 рік, становила 12,59 ‰ (120-те місце у світі); хлопчиків — 14,44 ‰, дівчаток — 10,62 ‰. Рівень материнської смертності 2015 року становив 23 випадків на 100 тис. народжень (114-те місце у світі).
Молдова входить до складу ряду міжнародних організацій: Міжнародного руху (ICRM) і Міжнародної федерації товариств Червоного Хреста і Червоного Півмісяця (IFRCS), Дитячого фонду ООН (UNISEF), Всесвітньої організації охорони здоров'я (WHO).

### Захворювання
2014 року було зареєстровано 17,6 тис. хворих на СНІД (81-ше місце у світі), це 0,63 % населення в репродуктивному віці 15—49 років (60-те місце у світі). Смертність 2014 року від цієї хвороби становила приблизно 800 осіб (72-ге місце у світі).
Частка дорослого населення з високим індексом маси тіла 2014 року становила 15,7 % (91-ше місце у світі); частка дітей віком до 5 років зі зниженою масою тіла становила 2,2 % (оцінка на 2012 рік). Ця статистика показує як власне стан харчування, так і наявну/гіпотетичну поширеність різних захворювань.

### Санітарія
Доступ до облаштованих джерел питної води 2015 року мало 96,9 % населення в містах і 81,4 % в сільській місцевості; загалом 88,4 % населення країни. Відсоток забезпеченості населення доступом до облаштованого водовідведення (каналізація, септик): в містах — 87,8 %, в сільській місцевості — 67,1 %, загалом по країні — 76,4 % (станом на 2015 рік). Споживання прісної води, станом на 2010 рік, дорівнює 1,07 км³ на рік, або 290 тонни на одного мешканця на рік: з яких 14 % припадає на побутові, 83 % — на промислові, 4 % — на сільськогосподарські потреби.

## Соціально-економічне становище
Співвідношення осіб, що в економічному плані залежать від інших, до осіб працездатного віку (15—64 роки) загалом становить 34,6 % (станом на 2015 рік): частка дітей — 21,2 %; частка осіб похилого віку — 13,4 %, або 7,5 потенційно працездатного на 1 пенсіонера. Загалом дані показники характеризують рівень затребуваності державної допомоги в секторах освіти, охорони здоров'я і пенсійного забезпечення, відповідно. За межею бідності 2013 року перебувало 20,8 % населення країни. Розподіл доходів домогосподарств у країні має такий вигляд: нижній дециль — 3,3 %, верхній дециль — 26 % (станом на 2010 рік).
Станом на 2016 рік, уся країна була електрифікована, усе населення країни мало доступ до електромереж. Рівень проникнення інтернет-технологій середній. Станом на липень 2015 року в країні налічувалось 1,768 млн унікальних інтернет-користувачів (106-те місце у світі), що становило 49,8 % загальної кількості населення країни.

### Трудові ресурси
Загальні трудові ресурси 2015 року становили 1,222 млн осіб (136-те місце у світі). Зайнятість економічно активного населення у господарстві країни розподіляється таким чином: аграрне, лісове і рибне господарства — 30,5 %; промисловість і будівництво — 12,2 %; сфера послуг — 57,3 % (станом на 2014 рік). 72,37 тис. дітей у віці від 5 до 14 років (16 % загальної кількості) 2009 року були залучені до дитячої праці. Безробіття 2015 року дорівнювало 6 % працездатного населення, 2014 року — 3,9 % (66-те місце у світі); серед молоді у віці 15—24 років ця частка становила 9,8 %, серед юнаків — 9,6 %, серед дівчат — 10,2 % (87-ме місце у світі).

## Кримінал

### Наркотики

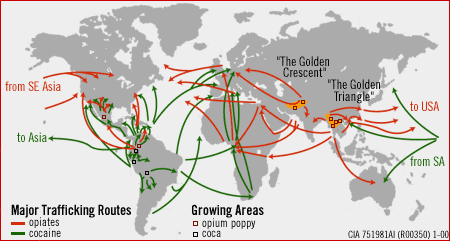
Світові маршрути наркотрафіку

Обмежене вирощування опійного маку й марихуани на ринок країн СНД; перевалочний пункт для наркотрафіку з Південно-Західної і Центральної Азії до Російської Федерації, Західної Європи і, можливо, до США; поширений криміналітет і тіньова економіка.

### Торгівля людьми
Згідно зі щорічною доповіддю про торгівлю людьми (англ. Trafficking in Persons Report) Управління з моніторингу та боротьби з торгівлею людьми Державного департаменту США, уряд Молдови докладає значних зусиль в боротьбі з явищем примусової праці, сексуальної експлуатації, незаконною торгівлею внутрішніми органами, але законодавство відповідає мінімальним вимогам американського закону 2000 року щодо захисту жертв (англ. Trafficking Victims Protection Act’s) не в повній мірі, країна знаходиться у списку другого рівня.

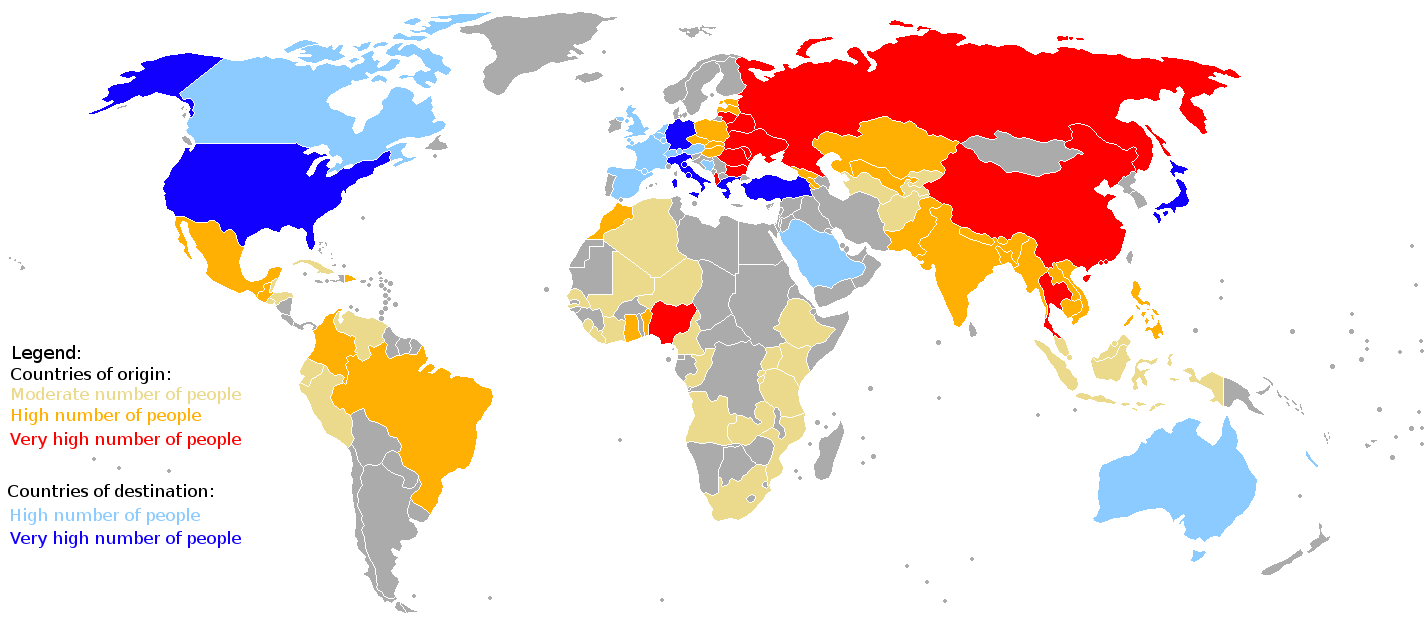
Країни-донори (червоний) і країни-реципієнти кримінальних потоків  (англ.)
Глобальна боротьба з торгівлею людьми (англ.)

## Гендерний стан
Статеве співвідношення (оцінка 2015 року):
- при народженні — 1,06 особи чоловічої статі на 1 особу жіночої;
- у віці до 14 років — 1,07 особи чоловічої статі на 1 особу жіночої;
- у віці 15—24 років — 1,07 особи чоловічої статі на 1 особу жіночої;
- у віці 25—54 років — 1,01 особи чоловічої статі на 1 особу жіночої;
- у віці 55—64 років — 0,84 особи чоловічої статі на 1 особу жіночої;
- у віці за 64 роки — 0,62 особи чоловічої статі на 1 особу жіночої;
- загалом — 0,95 особи чоловічої статі на 1 особу жіночої[2].

## Демографічні дослідження
Демографічні дослідження в країні ведуться рядом державних і наукових установ:
- Національне бюро статистики Республіки Молдова (рум. Biroul Național de Statistică).

### Українською
- Атлас. 10-11 клас. Економічна і соціальна географія світу / упорядники :  О. Я. Скуратович, Н. І. Чанцева. — К. : ДНВП «Картографія», 2010. — ISBN 978-966-475-639-3.
- Атлас світу / голов. ред. І. С. Руденко ; зав. ред. В. В. Радченко ; відп. ред. О. В. Вакуленко. — К. : ДНВП «Картографія», 2005. — 336 с. — ISBN 9666315467.
- Безуглий В. В. Економічна і соціальна географія зарубіжних країн : Навчальний посібник. — К. : ВЦ «Академія», 2007. — 704 с. — ISBN 978-966-580-239-6.
- Безуглий В. В., Козинець С. В. Регіональна економічна і соціальна географія світу : Навчальний посібник. — видання 2-ге, доп., перероб. — К. : ВЦ «Академія», 2007. — 688 с. — ISBN 966-580-144-9.
- Гудзеляк І. І. Географія населення: Навчальний посібник / І. Гудзеляк. — Л. : Видавничий центр ЛНУ імені Івана Франка, 2008. — 232 с. — ISBN 978-966-613-599-8.
- Дахно І. І. Країни світу: Енциклопедичний довідник / І. І. Дахно, С. М. Тимофієв. — К. : Мапа, 2011. — 606 с. — (Бібліотека нового українця) — ISBN 978-966-8804-23-6.
- Дахно І. І. Економічна географія зарубіжних країн : навчальний посібник. — К. : Центр учбової літератури, 2014. — 319 с. — ISBN 978-611-01-0682-5.
- Джаман В. О. Регіональні системи розселення: демографічні аспекти. — Чернівці : Рута, 2003. — 392 с. — ISBN 9665685988.
- Дорошенко Л. С. Демографія: Навчальний посібник. — К. : МАУП, 2005. — 112 с. — ISBN 966-608-442-2.
- Дубович І. А. Країнознавчий словник-довідник. — 5-те вид., перероб. і доп. — К. : Знання, 2008. — 839 с. — ISBN 978-966-346-330-8.
- Економічна і соціальна географія країн світу. Навчальний посібник / За ред. Кузика С. П. — Л. : Світ, 2002. — 672 с. — ISBN 966-603-178-7.
- Загальна медична географія світу / В. О. Шевченко [та ін.] — К. : [б.в.], 1998. — 178 с.
- Крисаченко В. С. Динаміка населення: Популяційні, етнічні та глобальні виміри. — К. : Видавництво Національного інституту стратегічних досліджень, 2005. — 368 с. — ISBN 966-554-083-1.
- Любіцева О. О., Мезенцев К. В., Павлов С. В. Географія релігій. — К. : АртЕК, 1999. — 504 с. — ISBN 966-505-006-0.
- Масляк П. О. Країнознавство. — К. : Знання, 2007. — 292 с. — (Вища освіта XXI століття)
- Масляк П. О., Дахно І. І. Економічна і соціальна географія світу / П. О. Масляк, І. І. Дахно ; за ред. П. О. Масляка. — К. : Вежа, 2003. — 280 с. — ISBN 966-7091-53-8.

### Російською
- (рос.) Молдавия // Демографический энциклопедический словарь / главн. ред. Валентей Д. И. — М. : Советская энциклопедия, 1985. — 608 с.
- (рос.) Молдавия // Страны и народы. Советский Союз. Республики Прибалтики. Белоруссия. Украина. Молдавия / Редкол. : Г. М. Лаппо (отв. ред.) и др. — М. : «Мысль», 1984. — 349 с. — (Страны и народы) — 180 тис. прим.
- (рос.) Атлас народов мира / Отв. ред. С. И. Брук и В. С. Апенченко. — М. : ГУГК ГГК СССР и Институт этнографии им. Н. Н. Миклухо-Маклая АН СССР, 1964. — 185 с. — 20 тис. прим.
- (рос.) Численность и расселение народов мира. Этнографические очерки / под ред. С. И. Брука. — М. : Издательство АН СССР, 1962. — 487 с.
- (рос.) Лаппо Г. М. География городов: Учебное пособие для географических факультетов вузов. — М. : Туманит, изд. центр ВЛАДОС, 1997. — 476 с. — ISBN 5-691-00047-0.
- (рос.) Урланис Б. Ц. Рост населения в Европе (опыт исчисления). — М. : ОГИЗ-Госполитиздат, 1941. — 436 с.
- (рос.) Ягельский А. География населения. — М. : Прогресс, 1980. — 383 с.